# Peter Twinn

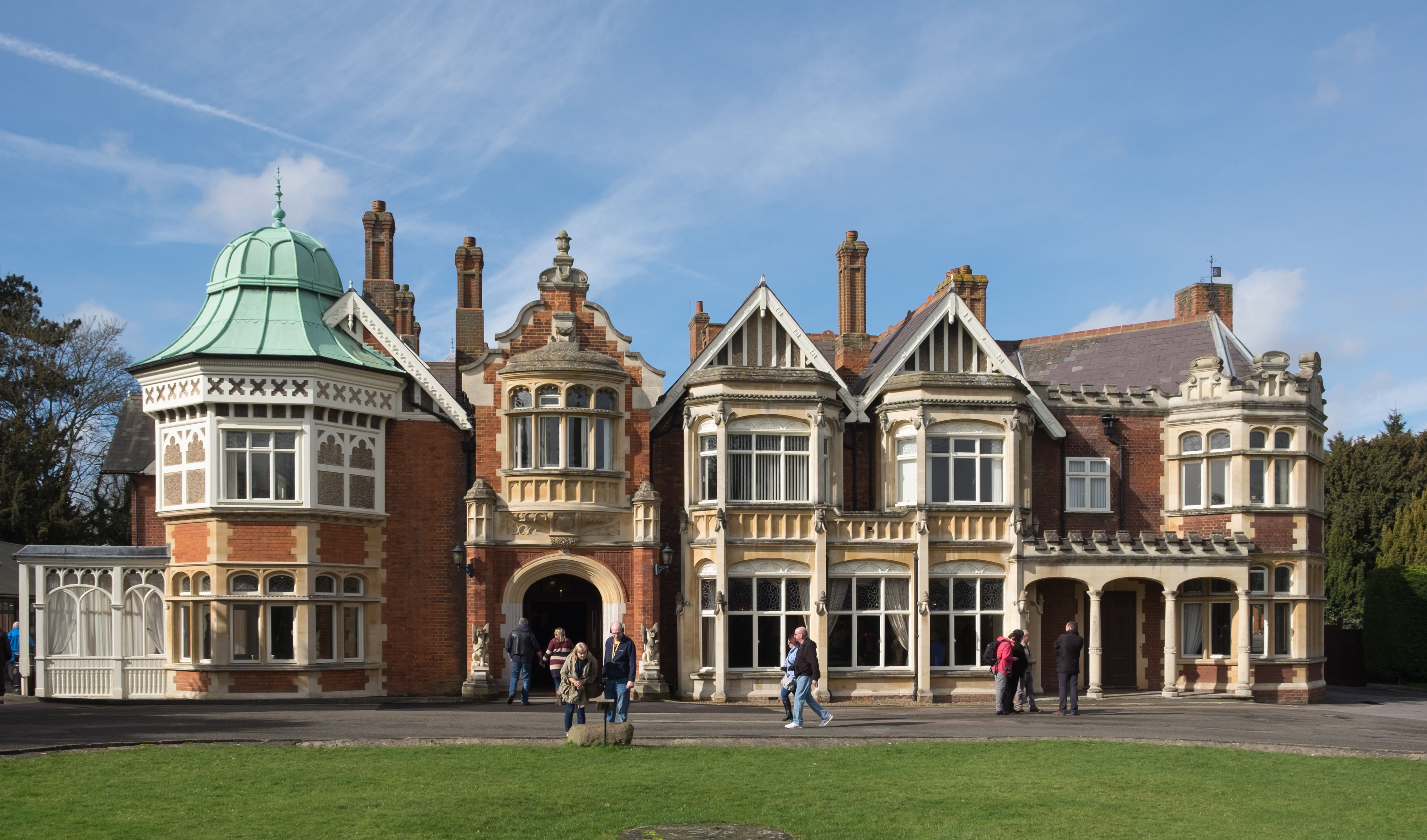
Maison de Bletchley Park

Peter Frank George Twinn, né à  Streatham (South London), le 9 janvier 1916 et mort le 29 octobre 2004, est un mathématicien et un cryptanalyste du GC&CS de Bletchley Park.

## Biographie
Fils d'un haut fonctionnaire du Post Office, Twinn est élevé à Manchester Grammar School et Dulwich College. Diplômé de mathématiques à Oxford, il gagne une bourse de physique.
En 1939, ayant répondu à une petite annonce, Twinn est recruté, assistant de Dilly Knox. Après un briefing de cinq minutes, il est mis au travail. Les circuits d'Enigma ne sont pas un secret. Toute la question, c'est la façon dont la machine fonctionne. Inspiré par les travaux des Polonais, Twinn a une intuition. Ce n'est pas la première carte de circuits qui remplace, par une autre lettre, la lettre frappée au clavier, mais les rotors et la dernière carte de circuits. Grâce à ce pari, il réussit à décrypter un message de la Heer (armée de terre allemande) vieux de deux mois. Début 1940, il décrypte un message émis le jour même.
À la Hutte 8, Twinn aide Alan Turing à organiser l'attaque de l'Enigma Navale, tandis que l'ISK (Intelligence Service Knox) s'occupe de l'Enigma de l'Abwehr dans la Hutte 16. Quand Knox tombe malade, il est relevé par Twinn, 26 ans. 
Pendant la guerre, Twinn épouse une consœur du GC&CS, violoncelliste,  qui partage son amour de la musique. 
Après 1945, Twinn demeure au service de l'État, notamment au ministère de la technologie. Il devient directeur d'Hovercraft, puis secrétaire du Royal Aircraft Establishment. Compositeur de musique, virtuose de clarinette et de viole, il passe un doctorat d'entomologie de London University, sur les hannetons.

## Source
- Nécrologie du Guardian du 20 novembre 2004, consultée le 6 septembre 2013.